# District de Csongrád
Le district de Csongrád (hongrois : csongrádi járás) est un des 7 districts du comitat de Csongrád en Hongrie. Créé en 2013, il compte 22 697 habitants et rassemble 4 localités : 3 communes et une seule ville, Csongrád, son chef-lieu.
Cette entité existait déjà auparavant, jusqu'en 1956.

## Localités
- Csanytelek
- Csongrád
- Felgyő
- Tömörkény